# Hathliodes moratus
Hathliodes moratus là một loài bọ cánh cứng trong họ Cerambycidae.